# SC Cambuur in het seizoen 1970/71
Het seizoen 1970/1971 was het zevende jaar in het bestaan van de Leeuwardense betaaldvoetbalclub SC Cambuur. De club kwam uit in de Eerste divisie en eindigde daarin op de vierde plaats. Tevens deed de club mee aan het toernooi om de KNVB beker, hierin werd in de derde ronde verloren van Feijenoord (0–3).

## Wedstrijdstatistieken

### Eerste divisie
|       | Blauw-Wit | FC Den Bosch '67 | D.F.C. | Fortuna SC | De Graafschap | GVAV  | Heerenveen | Helmond Sport | Heracles | HVC   | SVV   | Veendam | Vitesse | Wageningen | Willem II |
| ----- | --------- | ---------------- | ------ | ---------- | ------------- | ----- | ---------- | ------------- | -------- | ----- | ----- | ------- | ------- | ---------- | --------- |
| Thuis | 0 – 1     | 0 – 3            | 4 – 1  | 3 – 1      | 3 – 1         | 0 – 0 | 2 – 1      | 3 – 1         | 1 – 0    | 0 – 0 | 2 – 2 | 2 – 0   | 1 – 0   | 3 – 1      | 1 – 0     |
| Uit   | 2 – 3     | 1 – 0            | 2 – 2  | 3 – 0      | 1 – 1         | 0 – 1 | 1 – 0      | 1 – 1         | 0 – 0    | 3 – 1 | 3 – 3 | 1 – 1   | 2 – 1   | 2 – 2      | 0 – 2     |

### KNVB beker
| 1e ronde                                           | SC Cambuur                                                                       | 3 – 1 (2 – 0) | EDO                                                      |
| 16 augustus 1970 Plaats: Leeuwarden Cambuurstadion | Pier Alma 24' Gerard Lippold 40' (pen.) Koko Hoekstra 72'                        |               | 57' Theo Koenekoop                                       |
| 2e ronde                                           | SC Cambuur                                                                       | 4 – 2 (1 – 0) | Willem II                                                |
| 8 november 1970 Plaats: Leeuwarden Cambuurstadion  | Henk de Groot 5' Gerrie de Jonge 53' Gerard Lippold 54' (pen.) Henny Weering 88' |               | 62' (pen.) Bertus van den Oever 90' Gerrit Laros         |
| 3e ronde                                           | SC Cambuur                                                                       | 0 – 3 (0 – 2) | Feijenoord                                               |
| 14 maart 1971 Plaats: Leeuwarden Cambuurstadion    |                                                                                  |               | 13' Dick Schneider 37' Rob Theuns 86' (pen.) Franz Hasil |

## Statistieken SC Cambuur 1970/1971

### Eindstand SC Cambuur in de Nederlandse Eerste divisie 1970 / 1971
| Stand | Gespeeld | Gewonnen | Gelijk | Verloren | Punten | Doelpunten voor | Doelpunten tegen |
| ----- | -------- | -------- | ------ | -------- | ------ | --------------- | ---------------- |
| 4e    | 30       | 13       | 10     | 7        | 36     | 43              | 34               |

### Topscorers
| #      | Naam                | Goal |
| ------ | ------------------- | ---- |
| 1.     | Gerrie de Jonge     | 14   |
| 2.     | Koko Hoekstra       | 5    |
| 3.     | Pier Alma           | 4    |
| 3.     | Johan Vlietstra     | 4    |
| 5.     | Boudy van der Heide | 3    |
| 5.     | Henny Weering       | 3    |
| 7.     | Henk de Groot       | 2    |
| 7.     | Gerard Lippold      | 2    |
| 7.     | Willem Spindelaar   | 2    |
| 7.     | Johan Zuidema       | 2    |
| 11.    | Mollo Eijer         | 1    |
| 11.    | Hans Ooft           | 1    |
| Totaal | Totaal              | 43   |

| #      | Naam            | Goal |
| ------ | --------------- | ---- |
| 1.     | Gerard Lippold  | 2    |
| 2.     | Pier Alma       | 1    |
| 2.     | Henk de Groot   | 1    |
| 2.     | Koko Hoekstra   | 1    |
| 2.     | Gerrie de Jonge | 1    |
| 2.     | Henny Weering   | 1    |
| Totaal | Totaal          | 7    |

## Voetnoten
Blauw-Wit ·
FC Den Bosch '67 ·
Cambuur ·
D.F.C. ·
Fortuna SC ·
De Graafschap ·
GVAV ·
Heerenveen ·
Helmond Sport ·
Heracles ·
HVC ·
SVV ·
Veendam ·
Vitesse ·
Wageningen ·
Willem II